# Yates (Nueva York)
Yates es un pueblo ubicado en el condado de Orleans en el estado estadounidense de Nueva York. En el año 2000 tenía una población de 2,510 habitantes y una densidad poblacional de 26 personas por km².

## Geografía
Yates se encuentra ubicado en las coordenadas 43°20′57″N 78°23′51″O / 43.34917, -78.39750.

## Demografía
Según la Oficina del Censo en 2000 los ingresos medios por hogar en la localidad eran de $39,803 y los ingresos medios por familia eran $42,165. Los hombres tenían unos ingresos medios de $32,586 frente a los $20,224 para las mujeres. La renta per cápita para la localidad era de $15,839. Alrededor del 8.3% de la población estaban por debajo del umbral de pobreza.